# ناحیه حجیره
ناحیه حجیره (به عربی: دائرة الحجیرة) یک ناحیه در الجزایر است که در استان ورقله واقع شده‌است. ناحیه حجیره ۹٬۰۴۸ کیلومتر مربع مساحت و ۱۹٬۳۱۱ نفر جمعیت دارد.